# Габулов, Владимир Борисович
Влади́мир Бори́сович Габу́лов (осет. Гӕбулты Борисы фырт Владимир; род. 19 октября 1983, Моздок, Северо-Осетинская АССР) — российский футболист, выступавший на позиции вратаря, затем — политик и спортивный функционер.
Заслуженный мастер спорта России (2008). Обладатель Кубка УЕФА 2005 года, двукратный чемпион России, обладатель Кубка России 2006 года, бронзовый призёр чемпионата Европы по футболу 2008, чемпион Бельгии 2017/18. Сыграл 10 матчей за сборную России.
С 13 ноября 2018 года по 10 июля 2019 года — министр физической культуры и спорта Северной Осетии, с июля по декабрь 2019 года — президент футбольного клуба «Алания» (Владикавказ). В настоящее время — советник главы РСО-Алания по развитию футбола в республике, также с февраля 2020 по июль 2021 года являлся председателем совета директоров футбольных клубов «Олимп» (Химки) и «Олимп-Долгопрудный». С 28 декабря 2021 года по 5 мая 2022 года — генеральный директор ФК «Химки».

## Биография
Владимир Габулов родился 19 октября 1983 года в осетинском городе Моздоке. В детстве часто ездил с отцом на футбольные соревнования, не пропускал ни одной телепередачи, связанной с этим видом спорта. Решение играть в воротах Габулов принял ещё в детстве. Однажды они с младшим братом отрабатывали штрафные удары во дворе — Георгий бил по воротам, а Владимир ловил мячи. По словам Габулова-старшего, одной из причин встать в рамку было нежелание бегать по полю. Увлёкшись футболом в раннем школьном возрасте, поступил в местную ДЮСШ № 1. Первым тренером игрока стал Сергей Григорьевич Джанаев.

#### Личная жизнь
Жена Кира. Пара познакомилась в 2002 году, а поженилась в 2004 году. 8 января 2006 года родился сын Данэл, 12 декабря 2014 года — дочь Амелия.
На досуге интересуется большим теннисом и «Формулой-1».
У Владимира Габулова есть младший брат Георгий, который выступает на позиции полузащитника. Играли вместе в одном клубе: зимой 2012 года «Анжи» приобрёл футболиста «Алании».

## Клубная карьера

### «Моздок»
В возрасте 16 лет был приглашён в футбольный клуб «Моздок», выступавший во Втором дивизионе чемпионата России. За «Моздок» Габулов отыграл два сезона, приняв участие в 33 матчах.

### «Динамо» (Москва)
В 2001 году Валерий Газзаев, тренировавший в тот момент московское «Динамо», пригласил Габулова в свою команду. Дебют 17-летнего вратаря за новый клуб состоялся 11 марта 2001 года в домашнем матче против самарских «Крыльев Советов», закончившимся поражением «Динамо» со счётом 0:1. Всего за московский клуб в том сезоне Габулов отыграл 11 встреч, 2 из которых — на ноль, пропустил 14 мячей.

### «Алания»
Вскоре Валерий Газзаев покинул пост главного тренера «Динамо», а вслед за ним ушёл и Габулов, подписав контракт с владикавказской «Аланией», где быстро стал основным голкипером команды. На решении сказалась и детская мечта — играть за команду из родной республики. 31 августа 2003 года в матче 23-го тура чемпионата России против «Черноморца» Габулов ударил двух футболистов клуба из Новороссийска. За это бюро КДК приняло решение дисквалифицировать его на десять матчей.
Всего с 2001 по 2003 год Габулов отыграл за 43 матча в чемпионате России, 8 из которых — на ноль, пропустил 63 мяча.

### ЦСКА (Москва)

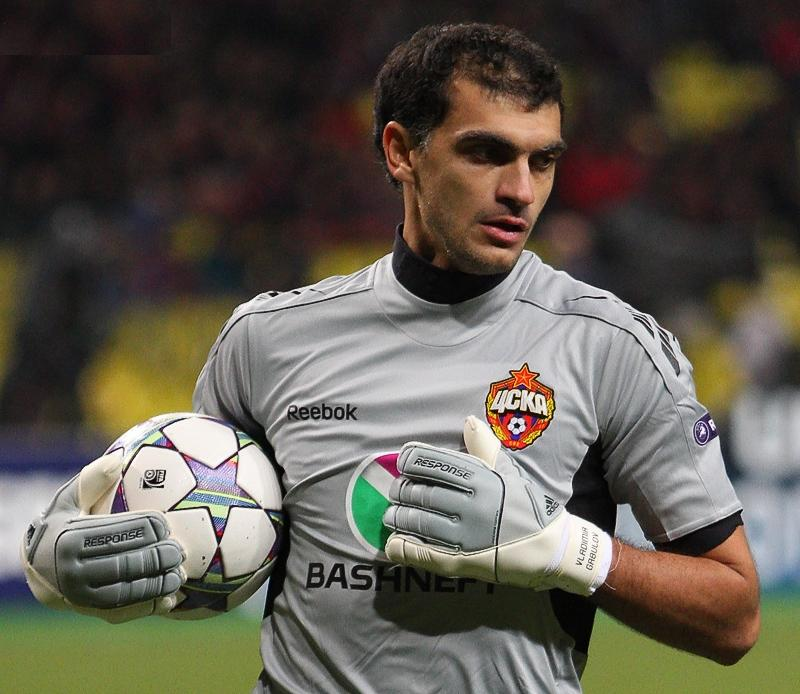
Владимир Габулов в ЦСКА 2011 год

По окончании сезона 2003 года Владимир Габулов вновь принял приглашение Валерия Газзаева, который к тому моменту тренировал ЦСКА. Из-за высокого уровня конкуренции вратарей игровая практика в клубе ограничивалась выступлениями за дублирующий состав: юный Игорь Акинфеев прочно занял место основного вратаря армейцев, вытеснив даже опытного Вениамина Мандрыкина, который, как правило, выходил на замену лишь в случае необходимости. Лишь в 2006 году он принял участие в трёх официальных матчах, при этом дважды выходя на замену.
Первый раз Габулов появился на поле 1 апреля 2006 года в матче 3-го тура чемпионата России против московского «Спартака». На 61-й минуте, при счёте 1:0 в пользу ЦСКА основной вратарь армейцев Игорь Акинфеев сыграл рукой за пределами штрафной площади, вследствие чего получил красную карточку. Был назначен опасный штрафной, парировать который было поручено вышедшему на поле Габулову. С ударом полузащитника «Спартака» Моцарта он справился, но Егор Титов с близкого расстояния добил мяч в сетку ворот. В итоге матч завершился со счётом 1:1. В следующем матче чемпионата России Габулов вышел в стартовом составе, заменив дисквалифицированного Акинфеева. Соперником ЦСКА была «Томь», за 90 минут не сумевшая поразить ворота армейцев. Матч завершился победой ЦСКА со счётом 2:0. После этого Габулов больше 7 месяцев не появлялся в основной команде. Свой третий матч за ЦСКА он провёл лишь 26 ноября 2006 года. В рамках 30-го тура чемпионата России армейцы играли на выезде против «Динамо» — бывшего клуба Габулова, который вышел на поле после перерыва при счёте 1:1, заменив Вениамина Мандрыкина. На 73-й минуте после розыгрыша углового защитник «Динамо» Денис Колодин переправил мяч в ворота Габулова. В оставшееся время игроки ЦСКА пытались сравнять счёт, но динамовцы удержали преимущество — итог 2:1 в пользу хозяев поля.
Таким образом, за три года Габулов не сумел закрепиться в основном составе ЦСКА, проведя лишь три официальных матча за первую команду и 52 матча за дублирующий состав. За это время в составе красно-синих Владимир стал чемпионом России, обладателем Кубка России, а также обладателем Кубка УЕФА.

### «Кубань»

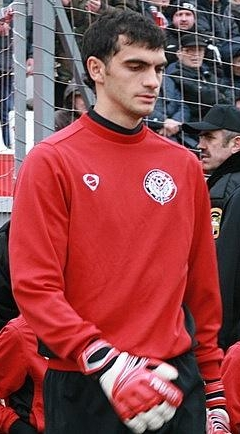
Габулов в «Амкаре»

Зимой 2007 года Габулов перешёл в краснодарскую «Кубань», став основным вратарём команды и отыграв за неё 29 матчей, пропустив при этом 36 мячей. По итогам сезона «Кубань» заняла 15-е место в чемпионате России и покинула премьер-лигу. Тем не менее достаточно уверенная игра Габулова не осталась незамеченной — он вошёл в список 33 лучших футболистов чемпионата России 2007 года и впервые получил вызов в национальную сборную России.

#### Аренда в «Амкар»
В межсезонье Габулов на правах аренды перешёл в пермский «Амкар», чтобы иметь игровую практику на более высоком уровне, чем Первый дивизион ПФЛ. Дошёл до финала Кубка России, где «Амкар» встречался с предыдущим клубом Габулова — ЦСКА. Благодаря усилиям Николы Дринчича и Томислава Дуймовича к 64-й минуте пермяки вели 2:0, однако оборона «Амкара» провалилась, и армейские бразильцы Вагнер Лав и Жо за десять минут сравняли счёт. Игра перешла в дополнительное время. Последовавшая Серия пенальти для «Амкара» закончилась неудачно: Дринчич и Дуймович не смогли забить Акинфееву, а все удары армейцев достигли цели.
В чемпионате России Габулов провёл за пермяков 10 матчей, 6 из которых — на ноль, пропустил 6 мячей.

### Возвращение в «Динамо»
30 мая 2008 года Габулов во второй раз в карьере перешёл в московское «Динамо». Бело-голубые подписали с вратарём контракт сроком до 2011 года.

«Динамо» — тот клуб, который способен ставить перед собой и решать самые серьёзные задачи. При этом руководство команды не стало откладывать решение перехода на потом… Вместе с тем всегда с теплотой буду вспоминать тот сезон, который провёл в Краснодаре… Благодарен «Кубани», позволившей мне выйти на уровень игрока сборной.— Габулов о своём переходе в «Динамо»
Чемпионат России 2008 года «Динамо» закончило на третьем месте, Габулов отыграл при этом 12 матчей, сумев выиграть борьбу за место в основном составе у Жидрунаса Карчемарскаса и Антона Шунина.
Сезон 2009 года выдался для Габулова весьма успешным: он провёл 23 матча в чемпионате России. 13 сентября в матче 21-го тура против «Спартака» Габулов получил серьёзную травму: нападающий красно-белых Веллитон в борьбе за мяч ударил вратаря «Динамо» ногой по голове. Габулов был госпитализирован, у него установили перелом лицевой кости. Первый матч после травмы Габулов провёл спустя полтора месяца, 31 октября в рамках 27-го тура «Динамо» дома принимало пермский «Амкар», матч закончился безголевой ничьей. В итоге «Динамо» закончило сезон на восьмом месте в итоговой таблице. По результатам интернет-опроса болельщиков Владимир Габулов был признан лучшим игроком клуба в 2009 году, а также он вошёл в список 33 лучших игроков чемпионата России 2009 года. Кроме того, Габулов получил приз газет «Советский спорт» и «Комсомольская правда» — вратарь был признан футбольным джентльменом года.
До осени 2010 года Габулов был основным голкипером «Динамо», однако в конце сезона он уступил место в стартовом составе Антону Шунину, а после травмы голеностопа, полученной в предсезонном матче с «Балтикой», вовсе выбыл из строя.

### «Анжи»

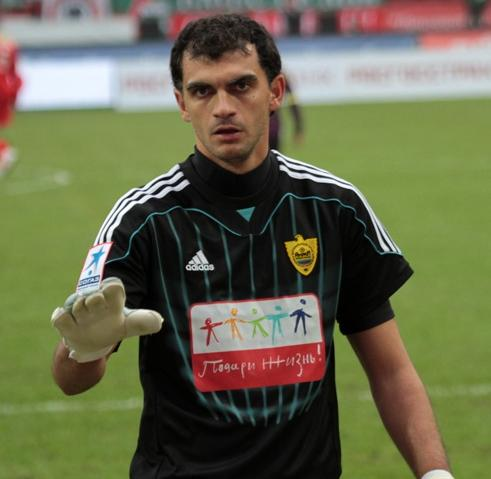
Владимир Габулов в 2012 году

30 августа 2011 года Габулов подписал пятилетний контракт с «Анжи», последовав за целым рядом игроков, перебравшихся в клуб после огромных финансовых вливаний. Сумма трансфера составила около 4 млн евро, зарплата Габулова в махачкалинском клубе составила порядка 2,5 млн евро. Однако, как сообщил в тот же день в прямом эфире программы «Футбол России» главный тренер «Анжи» Гаджи Гаджиев, в связи с травмой основного голкипера ЦСКА и сборной России Игоря Акинфеева, полученной в результате столкновения с нападающим «Спартака» Веллитоном, новый клуб Габулова решил помочь армейцам и отдать им Владимира в аренду сроком на полгода.
Дебют Габулова за «Анжи» состоялся 5 марта 2012 года в рамках 33-го тура чемпионата России в матче против своего бывшего клуба — «Динамо». Благодаря голу Жусилея на 69-й минуте махачкалинская команда в гостях одержала победу, а Габулов в своем дебютном матче за новую команду отстоял «на ноль». До конца сезона Владимир сыграл ещё 10 матчей в составе «Анжи», демонстрируя уверенную игру.
Сезон 2012/13 Габулов отыграл на высоком уровне, отстояв шесть «сухих» матчей в 27 играх чемпионата России. Вместе с «Анжи» Габулов достаточно успешно выступил в Лиге Европы, дойдя до стадии 1/8 финала, стал бронзовым призёром чемпионата России, а также финалистом кубка России. По результатам сезона Габулов в третий раз в своей карьере попал в список 33 лучших футболистов чемпионата России.

#### Аренда в ЦСКА
Из-за того, что 31 августа — последний день трансферного окна, все вопросы были решены оперативно и клубы подписали договор об аренде. Правда, по словам спортивного директора РФПЛ Игоря Мещанчука, согласно регламенту, после полугодовой аренды в ЦСКА Владимир Габулов уже не сможет играть официальные матчи за «Анжи» в сезоне 2011/12. Но исполком РФС разрешил в сезоне 2011/12 играть футболистам за три клуба. Первую игру за ЦСКА Габулов провёл в рамках гостевого матча группового этапа Лиги чемпионов против французского «Лилля», в котором неоднократно спасал свою команду.
Всего в сезоне 2011/12 Габулов отыграл за ЦСКА 7 матчей в чемпионате России, а также 6 матчей в Лиге чемпионов, где армейцы пробились в 1/8 финала.

### Третий приход в «Динамо»
В начале августа 2013 года владелец «Анжи» Сулейман Керимов объявил о смене вектора развития клуба, переформировании бюджета и уходе ведущих игроков. 29 августа Габулов, вместе с двумя другими футболистами «Анжи» — Кристофером Самба и Алексеем Ионовым — пополнил состав московского «Динамо». Сумма трансфера вратаря составила около 7 млн евро. За новый клуб в чемпионате России Габулов отыграл 20 матчей, в пяти из которых не пропустил. По итогам сезона «Динамо» заняло 4-е место и получило право участвовать в квалификации Лиги Европы 2014/15.
Следующий сезон Габулов начал с череды ошибок в матчах против «Хапоэля» в Лиге Европы и «Ростова» в чемпионате России, после которых перестал попадать в основной состав команды. 18 сентября 2014 года Габулов вышел в стартовом составе «Динамо» в матче группового этапа Лиги Европы против «Панатинаикоса». Через 4 дня он сыграл в матче чемпионата России против «Торпедо». По словам главного тренера «Динамо» Станислава Черчесова, пауза в игровой практике пошла Габулову на пользу. После этого Владимир вновь стал основным вратарем команды, демонстрируя хороший уровень игры. 12 мая 2015 года игра против «Торпедо» стала сотым официальным матчем Габулова без пропущенных голов. Это позволило вратарю войти в символический Клуб Льва Яшина. «Динамо» завершило сезон на 4-м месте в чемпионате, Габулов провёл при этом 22 матча в чемпионате России, шесть из них отстояв «на ноль», и 10 игр в Лиге Европы, где «Динамо» дошло до стадии 1/8 финала. На европейской арене вратарь не пропустил в четырёх матчах.
Летом 2015 года УЕФА отстранил «Динамо» от участия в еврокубках в будущем сезоне из-за нарушения правил финансового фэйр-плей. Финансовые проблемы клуба привели к тому, что команду покинул ряд ведущих иностранных игроков. Руководство клуба объявило о смене курса «Динамо» и ставке на молодых игроков. Осеннюю часть чемпионата России Габулов провёл в статусе основного вратаря, поучаствовав во всех матчах этого отрезка турнира. Во второй части сезона Габулов уступил место в воротах Антону Шунину, отыграв в весенней части чемпионата 5 матчей. По завершении сезона «Динамо», впервые в своей истории, выбыло в низший дивизион, заняв 15-е место в итоговой таблице чемпионата России. 22 мая 2016 года объявил о своём уходе из «Динамо». По словам вратаря, руководство клуба отозвало своё предложение о продлении истекавшего контракта.

### «Арсенал» (Тула)

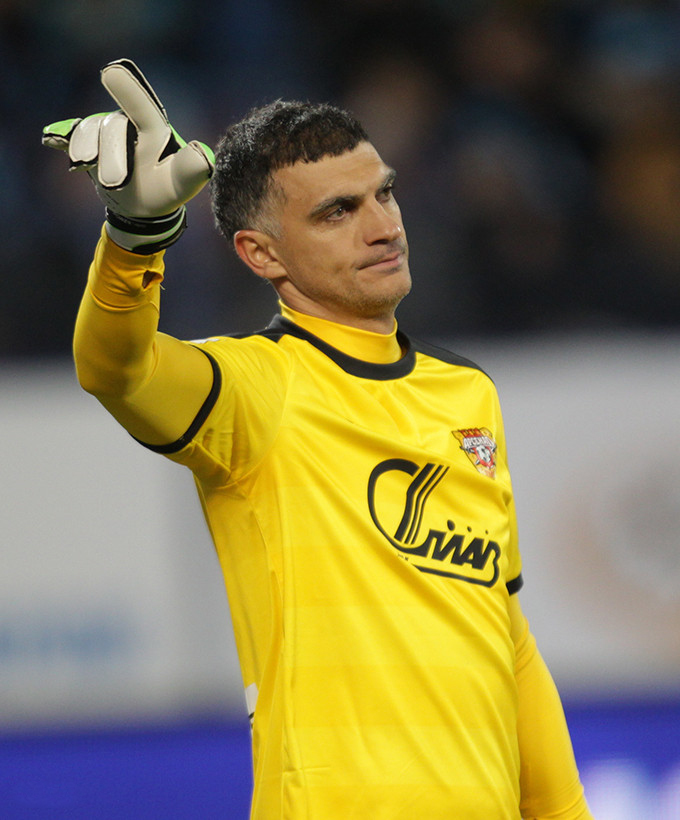
Габулов в составе тульского Арсенала

Летом 2016 года Габулов, после окончания контракта ставший свободным агентом, тренировался вместе с молодёжным составом ЦСКА, в качестве свободного агента провёл полгода. 13 января 2017 года подписал контракт на полтора года с тульским «Арсеналом». Стал основным вратарём команды и её капитаном.

### «Брюгге»
2 января 2018 года подписал полуторалетний контракт с бельгийским «Брюгге».

Переход в «Брюгге» для меня — это новый вызов. Это тот момент, когда я, можно сказать, начинаю все с чистого листа, каждый день доказывая и подтверждая свой уровень. Это возможность реализовать мою давнюю мечту — играть в европейском первенстве, постараться стать чемпионом и вернуться в Лигу Чемпионов. Это безумно интересный шанс в футболе и в жизни— Габулов о своём переходе в «Брюгге»
21 января Габулов провёл первую официальную встречу за новый клуб. Отыграл весь матч против «Антверпена» (2:2), пропустив два гола уже в первом тайме. Однако команда смогла переломить ход матча, забив дважды на последних минутах. 28 января в матче 24-го тура против «Гента» (0:2) отбил пенальти, но пропустил после добивания. В первых четырёх матчах чемпионата Бельгии российский легионер пропустил девять голов. После нескольких неудачных матчей Габулов не сумел стать основным вратарём команды, проиграв конкуренцию Кеннету Вермеру. Первый сухой матч в чемпионате Бельгии провёл в 4-м туре плей-офф 19 апреля в домашнем матче против «Шарлеруа». Матч закончился со счётом 6:0. До этого Владимир в 8 играх подряд оставался в запасе. Летом «чёрно-синие» предоставили бумагу, позволяющую до 10 августа Габулову не находиться в расположении клуба и заниматься поисками новой команды. 14 сентября расторг контракт с клубом.
12 ноября 2018 года объявил о завершении игровой карьеры.

## Карьера в сборной
Перед дебютом в основной сборной Владимир Габулов сыграл 13 матчей за молодёжную сборную России, в том числе принимал участие в отборочных играх к Чемпионату Европы среди молодёжных команд 2006 года.
Уверенная игра голкипера за «Кубань» в чемпионате России 2007 года обратила на себя внимание тренера главной сборной России — Гуса Хиддинка. 22 августа 2007 года Габулов вышел в основном составе национальной команды в товарищеском матче против сборной Польши и отыграл «всухую» первые 45 минут, после чего был заменён.

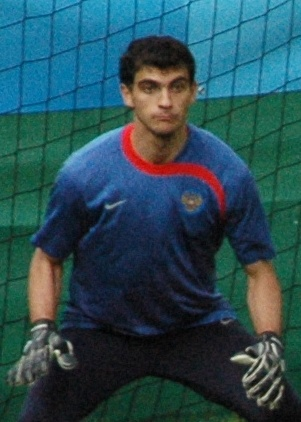
Габулов в форме сборной России

Первый официальный матч за главную сборную страны в рамках отборочного турнира Евро-2008 Габулов сыграл 8 сентября 2007 года против команды Македонии. На 69-й минуте при счёте 1:0 в пользу россиян голкипер «Кубани» нарушает правила в собственной штрафной против выходившего один на один Горана Мазнова. Норвежский арбитр удаляет Габулова и назначает пенальти в ворота сборной России, который отражает вышедший на поле Вячеслав Малафеев. В итоге матч заканчивается со счётом 3:0 в пользу россиян.
17 октября 2007 года Габулов проводит полный матч за сборную против команды Англии, который завершается исторической победой России со счётом 2:1. Во многом эта важнейшая победа была добыта благодаря усилиям Владимира Габулова.
После этого принципиального матча Габулов в 2007 году сыграл ещё две официальные игры за сборную — матч против Израиля, завершившийся поражением россиян со счётом 1:2, а также матч против сборной Андорры, который был выигран с минимальным счётом 1:0. Габулов попал в состав сборной России на Евро-2008 и стал там бронзовым призёром, не сыграв при этом ни одного матча.
В следующий раз Габулов был вызван в сборную лишь в марте 2010 года, уже как игрок московского «Динамо». В товарищеском матче против сборной Венгрии Габулов отыграл весь второй тайм, не пропустив при этом ни одного мяча.
Следующие два года вратарь не призывался в стан национальной сборной. Наконец, в феврале 2012 года Габулов, голкипер «Анжи», был вызван Диком Адвокатом в сборную на товарищеский матч против Дании. Выйдя в основном составе, Владимир продемонстрировал хорошую игру и отстоял матч, закончившийся со счётом 2:0 в пользу России, не пропустив мячей. Несмотря на высокий уровень мастерства Габулов не попал в заявку на чемпионат Европы 2012 года, уступив место Антону Шунину. Вероятнее всего сказалось то, что в своё время Габулов проиграл конкуренцию Шунину, будучи игроком московского «Динамо».
Вскоре вратарь «Анжи» вернулся в сборную. Новый тренер национальной команды России, Фабио Капелло, обратил внимание на голкипера махачкалинцев, и 14 ноября 2012 года тот вышел в стартовом составе против сборной США. Матч завершился результативной ничьей — 2:2. 6 февраля 2013 года Габулов сыграл за национальную команду второй тайм против сборной Исландии, сохранив при этом свои ворота в неприкосновенности. 25 марта 2013 года Габулов вышел в основном составе на матч против команды Бразилии, завершившийся со счётом 1:1.
В 2015 году Габулов дважды попадал в расширенные списки игроков, получивших вызов в национальную сборную. 13 марта он стал одним из 42 футболистов, вызванных для подготовки к отборочному матчу чемпионата Европы 2016 против сборной Черногории и товарищеской игре против команды Казахстана. 20 марта Габулов был исключён из окончательного состава сборной России. В конце мая вратарь во второй раз попал в расширенный состав игроков на товарищескую встречу с Беларусью и матч отборочного турнира против сборной Австрии. 30 мая Габулов вновь не был включён в окончательный список, что вызвало недовольство футболиста главным тренером сборной Фабио Капелло и тренером вратарей национальной команды Сергеем Овчинниковым.
Был одним из трёх вратарей, включённых в состав сборной на чемпионате мира 2018 года.

## Политическая карьера
13 ноября 2018 года Габулов возглавил министерство физической культуры и спорта Северной Осетии. 11 июля 2019 года сообщил, что стал советником главы РСО-Алания В. З. Битарова по развитию футбола в республике.

## Карьера спортивного функционера
11 июля 2019 года стал президентом футбольного клуба «Алания». В период работы Габуловым в должности президента «Алании» (с июля по декабрь 2019 года) в ходе аудиторской проверки были выявлены нарушения в финансово-хозяйственной деятельности клуба.
18 февраля 2020 года Габулов возглавил совет директоров «Олимпа» (Химки), после объединения клубов «Олимп» и «Долгопрудный» — председатель совета директоров «Олимп-Долгопрудного». 11 июля 2021 года оставил пост.
28 декабря 2021 года занял должность генерального директора клуба «Химки». Однако уже 5 мая 2022 года по собственному желанию покинул пост.

## Статистика

### Клубная
| Клуб             | Сезон            | Лига | Лига | Лига          | Кубки | Кубки | Кубки         | Еврокубки | Еврокубки | Еврокубки     | Итого | Итого | Итого         |
| Клуб             | Сезон            | Игры | Голы | Матчи на ноль | Игры  | Голы  | Матчи на ноль | Игры      | Голы      | Матчи на ноль | Игры  | Голы  | Матчи на ноль |
| ---------------- | ---------------- | ---- | ---- | ------------- | ----- | ----- | ------------- | --------- | --------- | ------------- | ----- | ----- | ------------- |
| Динамо (М)       | 2001             | 11   | −14  | 2             | 0     | 0     | 0             | -         | -         | -             | 11    | −14   | 2             |
| Динамо (М)       | Итого            | 11   | −14  | 2             | 0     | 0     | 0             | 0         | 0         | 0             | 11    | −14   | 2             |
| Алания           | 2001             | 13   | −21  | 3             | 1     | -2    | 0             | -         | -         | -             | 14    | −23   | 3             |
| Алания           | 2002             | 11   | −34  | 4             | 0     | 0     | 0             | -         | -         | -             | 11    | −34   | 4             |
| Алания           | 2003             | 6    | −8   | 1             | 0     | 0     | 0             | -         | -         | -             | 6     | −8    | 1             |
| Алания           | Итого            | 43   | −63  | 8             | 1     | -2    | 0             | 0         | 0         | 0             | 44    | −65   | 8             |
| ЦСКА             | 2004             | 0    | 0    | 0             | 0     | 0     | 0             | 0         | 0         | 0             | 0     | 0     | 0             |
| ЦСКА             | 2005             | 0    | 0    | 0             | 0     | 0     | 0             | 0         | 0         | 0             | 0     | 0     | 0             |
| ЦСКА             | 2006             | 3    | -2   | 1             | 0     | 0     | 0             | 0         | 0         | 0             | 3     | -2    | 1             |
| ЦСКА             | Итого            | 3    | −2   | 1             | 0     | 0     | 0             | 0         | 0         | 0             | 3     | −2    | 1             |
| Кубань           | 2007             | 29   | −36  | 6             | 1     | 0     | 1             | -         | -         | -             | 30    | −36   | 7             |
| Кубань           | Итого            | 29   | −36  | 6             | 1     | 0     | 1             | 0         | 0         | 0             | 30    | −36   | 7             |
| Амкар            | 2008             | 10   | −6   | 6             | 2     | -2    | 1             | 0         | 0         | 0             | 12    | −8    | 7             |
| Амкар            | Итого            | 10   | −6   | 6             | 2     | -2    | 1             | 0         | 0         | 0             | 12    | −8    | 7             |
| Динамо (М)       | 2008             | 12   | -7   | 6             | 1     | 0     | 1             | -         | -         | -             | 13    | -7    | 7             |
| Динамо (М)       | 2009             | 23   | -24  | 9             | 3     | -4    | 1             | 4         | -4        | 2             | 30    | -32   | 12            |
| Динамо (М)       | 2010             | 21   | -25  | 6             | 2     | -2    | 0             | -         | -         | -             | 23    | -27   | 6             |
| Динамо (М)       | 2011/12          | 0    | 0    | 0             | 0     | 0     | 0             | -         | -         | -             | 0     | 0     | 0             |
| Динамо (М)       | Итого            | 56   | −56  | 21            | 6     | -6    | 2             | 4         | -4        | 2             | 66    | −66   | 25            |
| ЦСКА             | 2011/12          | 7    | −7   | 2             | 0     | 0     | 0             | 6         | -8        | 2             | 13    | −15   | 4             |
| ЦСКА             | Итого            | 7    | −7   | 2             | 0     | 0     | 0             | 6         | -8        | 2             | 13    | −15   | 4             |
| Анжи             | 2011/12          | 11   | −7   | 5             | 0     | 0     | 0             | -         | -         | -             | 11    | −7    | 5             |
| Анжи             | 2012/13          | 27   | −30  | 6             | 3     | -1    | 2             | 15        | -7        | 10            | 45    | −38   | 18            |
| Анжи             | 2013/14          | 5    | −8   | 0             | 0     | 0     | 0             | 0         | 0         | 0             | 5     | −8    | 0             |
| Анжи             | Итого            | 43   | −45  | 11            | 3     | -1    | 2             | 15        | -7        | 10            | 51    | −53   | 23            |
| Динамо (М)       | 2013/14          | 20   | −27  | 5             | 1     | -1    | 0             | -         | -         | -             | 21    | −28   | 5             |
| Динамо (М)       | 2014/15          | 22   | −28  | 6             | 0     | 0     | 0             | 10        | -8        | 4             | 32    | −36   | 10            |
| Динамо (М)       | 2015/16          | 23   | −36  | 5             | 2     | 0     | 2             | -         | -         | -             | 25    | −36   | 7             |
| Динамо (М)       | Итого            | 65   | −91  | 16            | 3     | −1    | 2             | 10        | -8        | 4             | 78    | −100  | 22            |
| Арсенал (Т)      | 2016/17          | 13   | −17  | 6             | 0     | 0     | 0             | -         | -         | -             | 13    | −17   | 6             |
| Арсенал (Т)      | 2017/18          | 20   | −23  | 6             | 0     | 0     | 0             | -         | -         | -             | 20    | −23   | 6             |
| Арсенал (Т)      | Итого            | 33   | −40  | 12            | 0     | 0     | 0             | 0         | 0         | 0             | 33    | −40   | 12            |
| Брюгге           | 2017/18          | 9    | −17  | 0             | 1     | −4    | 0             | 0         | 0         | 0             | 10    | −21   | 0             |
| Брюгге           | Итого            | 9    | −17  | 0             | 1     | −4    | 0             | 0         | 0         | 0             | 10    | −21   | 0             |
| Всего за карьеру | Всего за карьеру | 289  | −351 | 80            | 17    | −16   | 8             | 35        | −27       | 18            | 331   | −394  | 106           |

### В сборной
| Матчи и пропущенные голы Владимира Габулова за сборную России | Матчи и пропущенные голы Владимира Габулова за сборную России | Матчи и пропущенные голы Владимира Габулова за сборную России | Матчи и пропущенные голы Владимира Габулова за сборную России | Матчи и пропущенные голы Владимира Габулова за сборную России | Матчи и пропущенные голы Владимира Габулова за сборную России | Матчи и пропущенные голы Владимира Габулова за сборную России |
| ------------------------------------------------------------- | ------------------------------------------------------------- | ------------------------------------------------------------- | ------------------------------------------------------------- | ------------------------------------------------------------- | ------------------------------------------------------------- | ------------------------------------------------------------- |
| №                                                             | Дата                                                          | Место проведения                                              | Соперник                                                      | Счёт                                                          | Пропущенные голы                                              | Соревнование                                                  |
| 1                                                             | 22 августа 2007                                               | Москва                                                        | Польша                                                        | 2:2                                                           | -                                                             | Товарищеский матч                                             |
| 2                                                             | 8 сентября 2007                                               | Москва                                                        | Македония                                                     | 3:0                                                           | -                                                             | Отборочные матчи ЧЕ-2008                                      |
| 3                                                             | 17 октября 2007                                               | Москва                                                        | Англия                                                        | 2:1                                                           | 1                                                             | Отборочные матчи ЧЕ-2008                                      |
| 4                                                             | 17 ноября 2007                                                | Рамат-Ган                                                     | Израиль                                                       | 1:2                                                           | 2                                                             | Отборочные матчи ЧЕ-2008                                      |
| 5                                                             | 21 ноября 2007                                                | Андорра-ла-Велья                                              | Андорра                                                       | 1:0                                                           | -                                                             | Отборочные матчи ЧЕ-2008                                      |
| 6                                                             | 3 марта 2010                                                  | Дьёр                                                          | Венгрия                                                       | 1:1                                                           | -                                                             | Товарищеский матч                                             |
| 7                                                             | 29 февраля 2012                                               | Копенгаген                                                    | Дания                                                         | 2:0                                                           | -                                                             | Товарищеский матч                                             |
| 8                                                             | 14 ноября 2012                                                | Краснодар                                                     | США                                                           | 2:2                                                           | 2                                                             | Товарищеский матч                                             |
| 9                                                             | 6 февраля 2013                                                | Марбелья                                                      | Исландия                                                      | 2:0                                                           | -                                                             | Товарищеский матч                                             |
| 10                                                            | 25 марта 2013                                                 | Лондон                                                        | Бразилия                                                      | 1:1                                                           | 1                                                             | Товарищеский матч                                             |

Итого: 10 матчей / 6 пропущенных голов; 5 побед, 4 ничьих, 1 поражение.

## Достижения

### Командные
Чемпионат России
- Чемпион (2): 2005[114], 2006
- Бронзовый призёр (2): 2008, 2012/2013

Кубок России
- Обладатель (1): 2005/2006[114]
- Финалист (2): 2007/2008, 2012/2013

Суперкубок России
- Обладатель (1): 2006

Кубок УЕФА:
- Обладатель (1): 2004/2005[114]

Чемпионат Европы
- Бронзовый призёр (1): 2008

Чемпионат Бельгии
- Чемпион (1): 2017/18

### Личные
- Орден Дружбы (12 июня 2006 года) — за большой вклад в развитие отечественного футбола и высокие спортивные достижения[115]
- Почётная грамота Президента Российской Федерации (27 июля 2018 года) — за большой вклад в развитие отечественного футбола и высокие спортивные достижения[116]
- В списках 33 лучших футболистов чемпионата России (2): № 2 — 2007, 2013; № 3 — 2009.
- Заслуженный мастер спорта России (2008)
- Лучший игрок ФК «Динамо» 2009 года по результатам опроса болельщиков
- Футбольный джентльмен года (2009)
- Член Клуба Льва Яшина (2015)